# Регина (персонаж)
Регина (англ. Regina) — главная героиня серии видеоигр Dino Crisis. Регина присутствует в первых двух частях серии: в качестве главного героя в Dino Crisis и как одной из главных персонажей, вместе с другим персонажем по имени Дилан, в Dino Crisis 2. Регина является секретным агентом отряда S.O.R.T. (секретная оперативная рейд команда, или наступательная команда для тайных операций), и занимается сбором информации. Принимает участие и в событиях Dino Crisis 2, действия которого разворачиваются 10 мая 2010 года, когда ей исполнилось 24 года, что позволяет предположить, что она родилась между 1985 и 1986 годами.

## История

### Dino Crisis 1
Регина впервые появляется в первой части Dino Crisis, действия которой происходят в 2009 году. Вместе с другими своими спутниками она отправляется на задание на остров Ибис (англ. Ibis) в поисках информации о новом типе оружия, созданного в проекте с названием «Третья энергия», странным источником энергии, который в виде побочного эффекта создаёт порталы, способные телепортироваться во времена динозавров и возвращаться обратно. Среди целей миссии было также нахождение доктора Кирка, руководителя экспериментов на острове. Тем не менее после того, как команда прибывает на остров, они обнаруживают, что их миссия не так уж и проста, так как защита в охранном пункте была отключена, а охрана зверски убита. Как окажется — по вине динозавров, которые оказались на острове из-за экспериментов доктора Кирка. Поэтому, едва оказавшись на базе, Регина отправляется восстановить энергию, но, едва отойдя от команды, слышит выстрелы и крики. Решив вернуться, она встречает первого динозавра — велоцираптора. Другие члены команды также участвуют в поисках доктора: Гейл — командир группы — бродит по комплексу базы в его поисках, а Рик настраивает компьютерную систему здания и по ходу игры открывает различные закрытые помещения. Регина же пробирается к посадочной линии, решая для этого различные головоломки, и встречается, помимо обычных динозавров, ещё и с огромным тираннозавром, который встретится ей и в Dino Crisis 2. Однако в первой части ей приходится избегать сражения с ним, так как в игре нет оружия для сражения с таким врагом.
По ходу игры происходят случайные встречи с Кирком, но всякий раз ему удаётся ускользнуть. В конце игры Регина попытается перезагрузить энергоблок, чтобы сбежать с командой с острова. В конце концов, она и товарищи по команде вновь будет атакована тираннозавром, но это не помешает их побегу.

### Dino Crisis 2
Её вторая миссия состоится в следующем году в Городе Эдвард, это небольшой город, таинственным образом, оказавшимся в доисторических джунглях. Регина была взята на это задание благодаря успешному выполнению её предыдущего на острове Ibis, однако в этот раз она является дополнительным членом команды T.R.A.T. (Tactical Reconnoitering and Acquisition Team, или Тактическая разведывательная команда) . Вся группа отправляется в прошлое, до того, как случится авария, с миссией спасти оставшихся в живых и получить всю информацию об инциденте. Тем не менее, только Регина знала, что ждет её и её спутников. Прибыв на остров Itero группу атакуют большая группа велоцирапторов, однако звуки выстрелов привлекают и огромного Тираннозавра. И большая группа сокращается всего до нескольких выживших: Регины, Дилана Мортона, командира группы, и Дэвида Фолка. Они втроём и продолжат выполнять миссию по поиску и спасению выживших.
Регина и Дилан совместно пробираются к городу, помогая друг другу в различных ситуациях, начиная с самого начала, когда Дилан был заперт в лаборатории, он послал письмо «SOS» Регине, и та незамедлительно отправилась на помощь. Также во время этого задания, герои сталкиваются с Тираннозавром, который продолжает охотиться за ними (тот самый, что в начале миссии уничтожил часть отряда T.R.A.T.). Однако в конце их приключения появляется новый враг — Гиганотозавр, крупнейший хищник джунглей, который намного опаснее Тираннозавра. Дилан убивает его с помощью лазерного спутника, управляемого из лаборатории острова.
По ходу продвижения, Дилан обнаружил, что в будущем у него родилась дочь Паула, которая является одной из наёмниц, пытающихся его уничтожить. Он убеждает её вернуться в их время, пройдя через портал, но добравшись до него, на Паулу обрушивается огромный компьютер, придавив ей ноги, и после тщетной попытки его приподнять Дилан решает остаться на разрушающейся базе вместе с дочерью. Регина не в силах убедить Дилана пройти через портал, и поэтому обещает вернуться за ним и Паулой, после чего пробегает сквозь портал.